# Griffinia hyacinthina
Griffinia hyacinthina är en amaryllisväxtart som först beskrevs av Ker Gawl., och fick sitt nu gällande namn av Ker Gawl. Griffinia hyacinthina ingår i släktet Griffinia och familjen amaryllisväxter. Inga underarter finns listade i Catalogue of Life.

## Bildgalleri

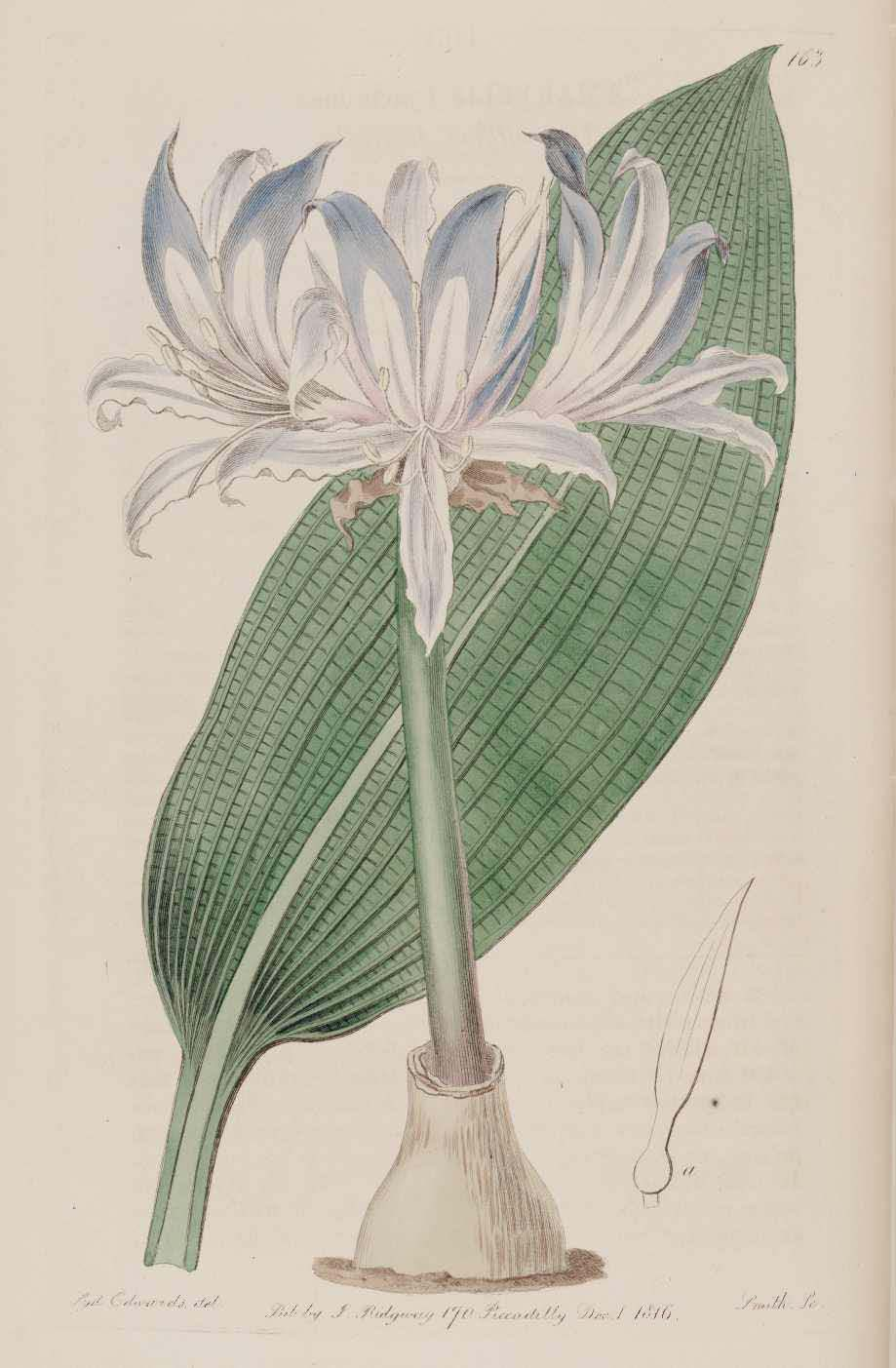
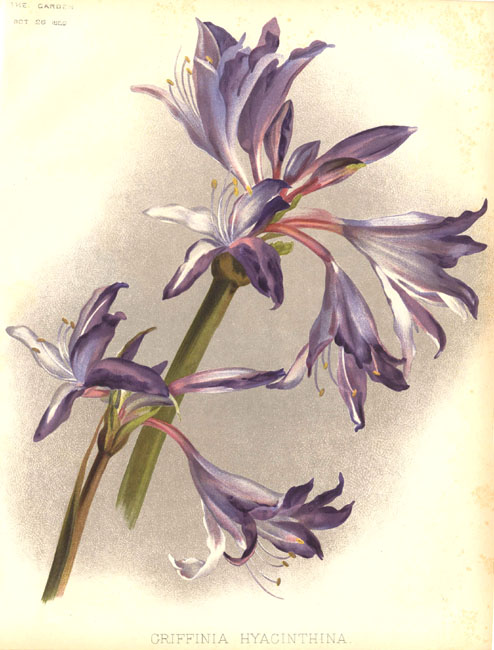